# Cosmos 426
Cosmos 426 (en cirílico, Космос 426) fue un satélite artificial científico soviético perteneciente a la clase de satélites DS (el único de tipo DS-U2-K) y lanzado el 4 de junio de 1971 mediante un cohete Cosmos 3 desde el cosmódromo de Plesetsk.

## Objetivos
La misión de Cosmos 426 consistió en realizar estudios sobre las partículas cargadas en la ionosfera y la radiación cósmica.

## Características
El satélite tenía una masa de 680 kg y fue inyectado inicialmente en una órbita con un perigeo de 394 km y un apogeo de 2012 km, con una inclinación orbital de 74 grados y un periodo de 109,29 minutos.
A bordo llevaba, entre otros instrumentos, un espectrómetro electrostático para el estudio del plasma interplanetario y magnetosférico.
Cosmos 426 reentró en la atmósfera el 11 de mayo de 2002.

## Resultados científicos
El satélite recogió datos sobre la radiación en el espacio y su variación temporal y espacial durante siete meses tras su lanzamiento e investigó los flujos de partículas cargadas en los cinturones de radiación. También estudió el flujo y precipitación de electrones y su relación con la dinámica de la atmósfera superior.